# Kinasyndromet
Kinasyndromet (originaltitel: The China Syndrome) er en kritikerrost og prisbelønnet amerikansk dramafilm fra 1979 med Jane Fonda, Jack Lemmon og Michael Douglas i hovedrollerne. Filmen blev instrueret af James Bridges og produceret af Michael Douglas. Kinasyndromet handler om en kernefysisk nedsmeltning ved et atomkraftværk i Los Angeles og faren for den store katastrofe. Filmen havde premiere blot 12 dage inden ulykken på atomkraftværket på Three Mile Island i Pennsylvania. Det har været antaget, at dette var en hændelse som bidrog til filmens publikumssucces.
Filmen blev godt modtaget af de amerikanske anmeldere og blev også en publikumssucces. Den blev tildelt en række priser, blandt andet to BAFTA-priser og en Writers Guild of America. Jack Lemmon blev tildelt prisen for bedste skuespiller ved Filmfestivalen i Cannes. Herudover blev filmen nomineret til fire Oscars og fem Golden Globe, samt Palme d'Or.
Kinasyndromet er en af få film, der ikke benytter baggrundsmusik for at dramatisere handlingen. Filmen er en blanding af drama- og katastrofefilm, men kan også ses som en politisk thriller. I filmens sidste halvdel lægges vægten på sidstnævnte kategori.

## Eksterne links
- Kinasyndromet på Internet Movie Database (engelsk)
- Kinasyndromet på Filmdatabasen
- Kinasyndromet på Scope
- Kinasyndromet i Svensk Filmdatabas (svensk)
- Kinasyndromet på AlloCiné (fransk)
- Kinasyndromet på MovieMeter (nederlandsk)
- Kinasyndromet på AllMovie (engelsk)
- Kinasyndromet hos American Film Institute (engelsk)
- Kinasyndromets profil hos Encyclopædia Britannica Online (engelsk)
- Kinasyndromet på Turner Classic Movies (engelsk)